# Dbarwa
Dbarwa est une ville du centre de l’Érythrée et la capitale du district de Dbarwa.